# Alexandre Gefen
Alexandre Gefen (París, 1970) es un crítico literario e investigador académico francés. Editor de la obra de Marcel Schwob, contribuyó al estudio del género de la ficción biográfica y trató sobre cuestiones de historia y teoría literaria (teoría de la mimesis, teoría de las emociones, teoría de la ficción) con especial interés en la literatura francesa contemporánea. Sus trabajos tienden a cuestionar y ampliar el concepto de los estudios literarios al observar transformaciones en la idea de literatura. También se ha dedicado a la edición electrónica, así como a las llamadas humanidades digitales.

## Biografía
Hijo del crítico musical Gérard Gefen, Alexandre Gefen obtuvo la agregación de letras modernas en 1995. Fue profesor de literatura francesa en la Universidad de Burdeos-III entre 2006 y 2012. En 2013 se incorporó al Centro de Estudios de la Lengua y la Literatura Francesas, del CNRS y de la Universidad de París IV París Sorbonne. En 2017 pasó a la Unidad Mixta de Investigación Teoría e Historia de las Artes y las Literaturas de la Modernidad (THALIM) de la Universidad Sorbona Nueva-París 3 como director de investigación. Es director científico adjunto del InSHS (CNRS) desde septiembre de 2017. Entre 2015 y 2017, fue miembro del CNU y del Consejo Científico del InSHS.
Paralelamente a su actividad académica, también es miembro de diversos comités de lectura de revistas como Modernités o AOC.

## Trayectoria
Fundador en 1999 del sitio web Fabula, plataforma dedicada a la investigación en literatura y la publicación digital, se interesó por asuntos tales como las humanidades digitales, las redes y herramientas digitales de colaboración, la filología digital y cuestiones epistemológicas o la escritura en red, siempre relacionadas con la literatura. En particular, contribuyó al desarrollo y la gestión de las humanidades digitales en Francia a través de los proyectos "Cahier" y "OBVIL".
En 2015, coordinó un programa de investigación internacional titulado Emociones, Cognición, Comportamiento, para la Agencia Nacional de Investigación.
Con la edición de Artamène ou le Grand Cyrus, en colaboración con Claude Bourqui, intentó facilitar el acceso a esta summa romántica a un amplio espectro del público interesado (www.artamene.org).
En 2019, representó a SHS en el Foro Global sobre IA  y encabezó el proyecto "CulturIA".

## Ideas
Alexandre Gefen se interesó al principio por el género literario de los textos biográficos, del que publicó una antología. Para él, en la literatura del siglo XXI ocupa un lugar relevante el texto referencial, ya sean escritos de viajes, textos de investigación, causas judiciales o etnológicas, autobiografías, factografías, […], informes y grabaciones literarias u otras formas de historias que se niegan a someterse a los límites de la novela.  De este modo, Gefen se vuelca para tratar de definir los nuevos límites de la ficción  y la no ficción. Incluso llega a hablar del fin de los sistemas teóricos tradicionales y de la necesidad de renovar y ampliar el campo de los estudios literarios. Para ello presta especial atención a la escritura digital, buceando en aficionados y en la literatura popular. Desde un punto de vista genérico, se interesa por la no ficción, los escritos transpersonales y los nuevos realismos literarios; desde un punto de vista temático, aborda la inclusión de temas contemporáneos, porque una parte importante de la producción literaria contemporánea se caracteriza por el deseo de ser una práctica social que pretende estar en contacto con el mundo. En este sentido, trata de resaltar la vocación reparadora, empática  o terapéutica  de la literatura contemporánea  que se convertiría en una « práctica relacional » con efectos éticos y políticos.
Para Gefen la literatura « ya no es un fin en sí mismo, un arte aislado de las contingencias del mundo social »  y propone una concepción más amplia de la literatura, la única capaz de abarcar el dominio extendido de los escritos literarios contemporáneos.

## Publicaciones
- La Mimèsis (étude accompagnée d’une anthologie de textes théoriques), París, Flammarion, coll. « Corpus », 2002.
- Inventer une vie. París: Les Impressions nouvelles. 2015. ISBN 978-2-87449-247-1.
- Réparer le monde. París: José Corti. 2017.[39]
- L'Idée de la littérature. De l'art pour l'art aux écritures d'intervention, París, Éditions Corti, coll. « Les Essais », 2021.
- La littérature est une affaire politique. Éditions de l'Observatoire. 2022. p. 368. ISBN 9791032922811.
- La Littérature, une infographie. CNRS Éditions. 2022. p. 120. ISBN 978-2-271-13856-9.
- Vivre avec ChatGPT. L'Observatoire. 2023. p. 192. ISBN 979-10-329-2976-6.